# Shunzei Fujiwara
Shunzei Fujiwara lub Toshinari Fujiwara (jap. 藤原俊成 Fujiwara no Shunzei, Fujiwara no Toshinari; ur. 1114, zm. 1204) – japoński poeta.

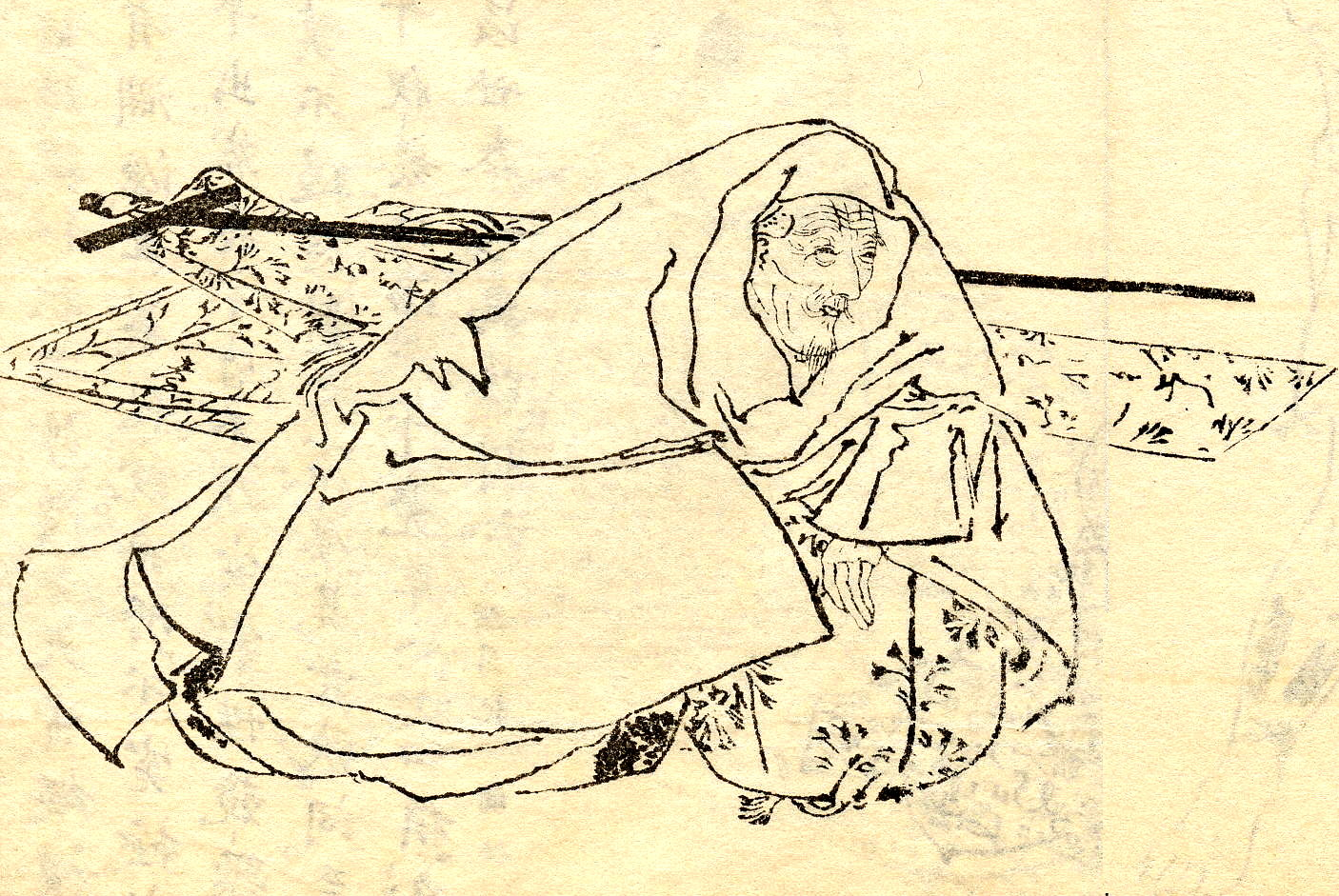
Shunzei Fujiwara

Syn Toshitady Fujiwary. Po śmierci ojca w 1123 roku adoptowany przez Akiyoriego Hamuro, przybrał imię Akihiro (顕広). W 1167 roku powrócił do rodu Fujiwara i zmienił imię na Toshinari (Shunzei). Pełnił kilka funkcji na dworze cesarskim, jednak z powodu słabego zdrowia ok. 1176 roku wycofał się z życia publicznego i został mnichem buddyjskim, przybierając imię zakonne Shakua (釈阿).
Aktywny od wczesnej młodości na polu literackim, należał do grupy poetyckiej skupionej wokół emerytowanego cesarza Sutoku. Wielokrotnie pełnił funkcję arbitra w dworskich konkursach poezji. Tworzył wiersze oparte na klasycznych wzorcach chińskich z czasów dynastii Tang. Jest autorem zbioru Chōshū-eisō, zawierającego 745 utworów w stylu waka i 2 w stylu chōka. Inne poezje Fujiwary, w liczbie ponad 430, rozproszone są w licznych oficjalnych antologiach. Na polecenie cesarza zredagował antologię poezji dworskiej Senzai waka-shū, wydaną w 1188 roku. Jest także autorem rozprawy teoretycznoliterackiej Korai futei-shō.
Jego synem był Teika Fujiwara.